# اوانجلوس میماراکیس
اوانجلوس میماراکیس (به یونانی: Ευάγγελος Βαγγέλης Μεϊμαράκης) در چهاردهم دسامبر ۱۹۵۳ در شهر آتن به دنیا آمد. وی یک سیاستمدار یونانی و رهبر حزب دموکراسی نوین است. وی از ژوین ۲۰۱۲ تا فوریه ۲۰۱۵ رئیس پارلمان یونان بود.